# 上原れな (1998年生)
上原 れな（うえはら れな、1998年1月19日 - ）は、日本の元タレント。旧芸名、山田 レイナ（やまだ レイナ）。静岡県出身。ハーツエージェントやチャームキッズに所属していた。

## テレビ番組
- キッザニアTV（BSフジ、2008年 - 2009年）
- ダウンタウンのガキの使いやあらへんで!! 絶対に笑ってはいけない病院24時（日本テレビ、2007年12月31日）ピノコ 役

## 雑誌・広告
- ポ☆プリ（麻布台出版社）
- 「JSガール」vol.2(三栄書房)
- 「キヤノンEOS60DオーナーズBOOK」（モーターマガジン社）
- 「中萬学院」広告
- 「MSDシングレア」パンフレット

## 写真集
- コスプレイナ（アイマックス、2008年）
- 世界のいもうと 山田レイナ Part1（アイマックス、2008年）
- 世界のいもうと 山田レイナ Part2（アイマックス、2008年）

## DVD
- 学校へ行こっ!（海王社、2007年11月30日）
- 美少女学園 Vol.50 初等部（アイマックス、2008年2月25日）
- 美少女学園 Vol.53 Part2（アイマックス、2008年3月25日）
- 美少女学園 Vol.55 Part3（アイマックス、2008年4月25日）
- たっぷり（アイマックス、2008年5月25日）
- 美少女学園 Vol.57 Part3（アイマックス、2008年6月25日）
- コスプレイナ（アイマックス、2008年7月25日）
- 美少女学園 Vol.58 Part5 10歳　前編（アイマックス、2008年8月25日）
- 美少女学園 Vol.60 Part5 10歳　後編（アイマックス、2008年10月25日）
- 純真無垢〜ホワイトレーベル（アイマックス、2009年2月25日）
- たっぷり Part2（アイマックス、2009年3月25日）
- 美少女学園 いいとこどり Vol.7（アイマックス、2009年4月25日）
- たっぷり Part3（アイマックス、2009年5月25日）
- 十人十色（アイマックス、2009年7月25日）
- 美少女学園 いいとこどり Vol.11 ビキニ編（アイマックス、2009年8月25日）
- 美少女学園 いいとこどり Vol.13 ワンピース＆ビキニ編（アイマックス、2009年9月25日）
- 美少女学園 いいとこどり Vol.15　ワンピース＆ビキニ編　Part2（アイマックス、2009年10月25日）
- コイビト目線（アイマックス、2010年9月10日）
- コイビト目線 Part2（アイマックス、2010年12月22日）
- コイビト目線 Part3（アイマックス、2011年3月25日）
- 山田レイナ DVD BOX（アイマックス、2011年3月25日）
- コイビト目線 Part4（アイマックス、2011年7月25日）
- コイビト目線 Part5（アイマックス、2011年11月25日）